# 科氏豆齒鰻
科氏豆齒鰻為輻鰭魚綱鰻鱺目糯鰻亞目蛇鰻科的其中一種，分布於中西太平洋菲律賓馬尼拉灣海域，體長可達30.8公分，棲息在底層水域，屬肉食性，生活習性不明。

## 擴展閱讀
維基物種上的相關：科氏豆齒鰻